# Norddeutsche Seekabelwerke
Norddeutsche Seekabelwerke (NSW) GmbH mit Sitz in Nordenham ist ein Hersteller von Energie- und Telekommunikationsseekabeln, Luft- und Spezialkabeln für die Offshore-Industrie und andere Unterwasser- und Landanwendungen sowie von Kunststoffprodukten wie Verpackungs- und Oberflächenschutznetzen POLY-NET und Antriebsriemen SECAflex.

## Geschichte

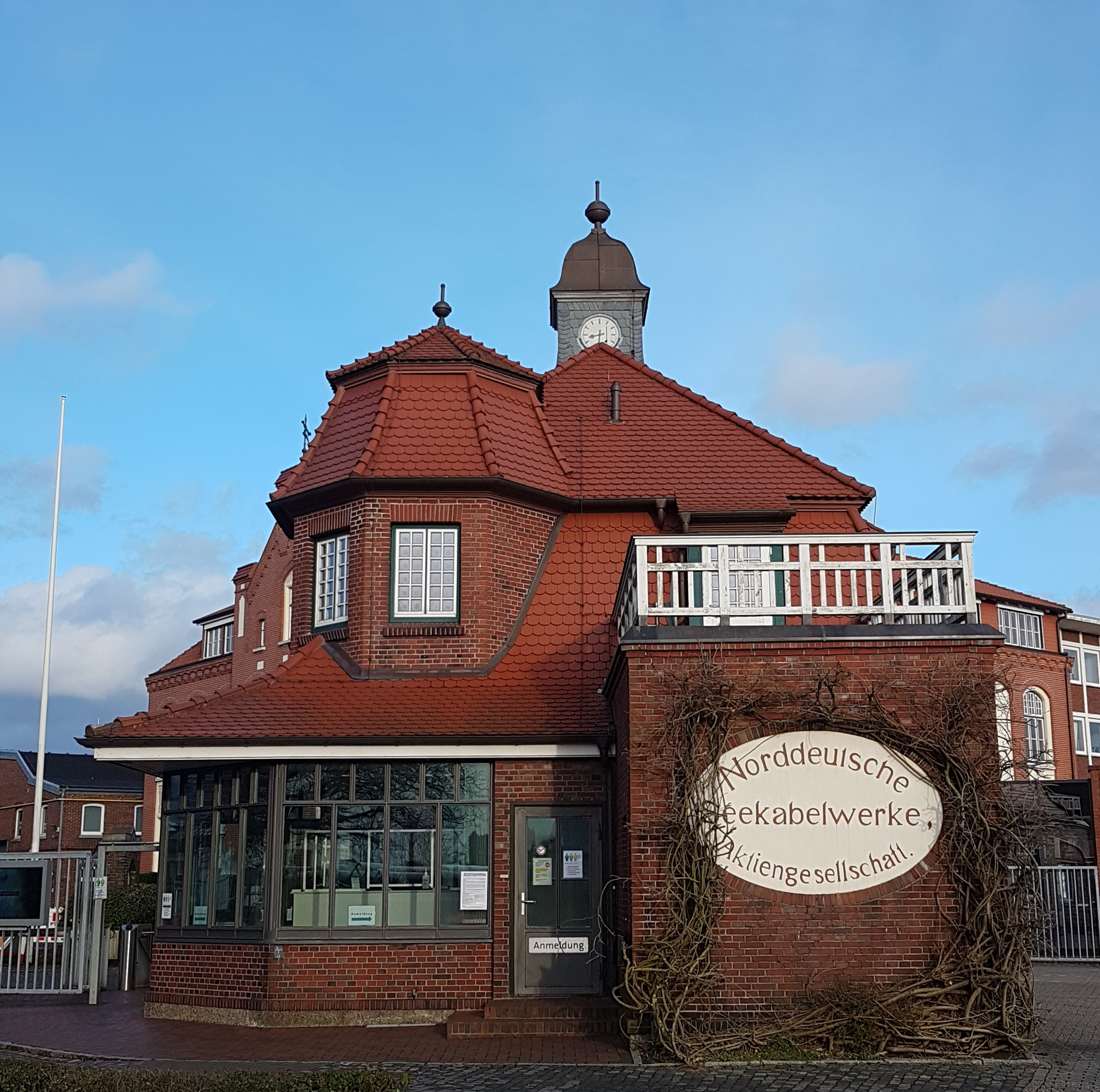
Gebäude mit dem Raum des Pförtners, ganz links im Bild beginnt das Einfahrtstor zum Betriebsgelände

Der Staatssekretär des Reichspostamts Heinrich von Stephan regte in den 1890er Jahren den Ausbau des Kabelnetzes für die Nachrichtenübertragung nach Übersee im deutschen Eigentum an.

1898 war es der durch Franz Clouth neu gegründeten Land- und Seekabelwerke AG mit Hilfe ihres Aufsichtsratsvorsitzenden Heinrich Wiegand (Generaldirektor des Norddeutschen Lloyds) vertraglich gelungen, vom Großherzogtum Oldenburg ein 13 km² großes Grundstück nördlich vom Fischereihafen auf dem Groden zu erwerben.

Die NSW wurde deshalb 1899 in Köln von den zunächst konkurrierenden Firmen der Felten & Guilleaume Carlswerk AG und der Deutsch-Atlantischen Telegraphengesellschaft gegründet. 1904 stellte NSW sein erstes 7993 km langes Guttapercha-isoliertes Untersee-Telekommunikationskabel her und legte es mit den beiden NSW-Kabellegerschiffen Von Podbielski und Stephan von Borkum über die Azoren nach New York.

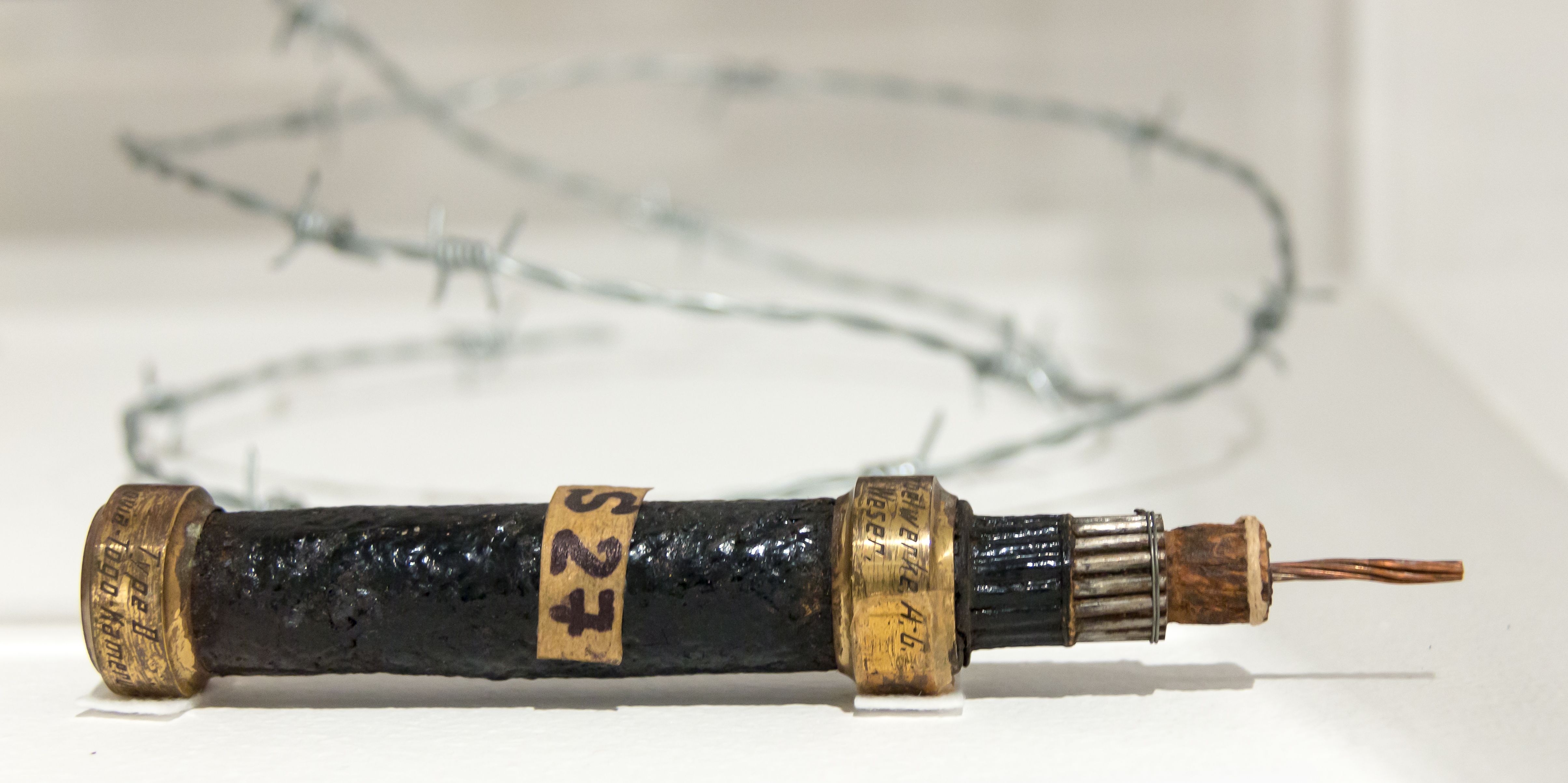
Muster des Seekabels mit Guttapercha-Isolierung zwischen Monrovia, Togo und Kamerun (1912/13)

1931 übernahm Siemens 50 % der Anteile des Unternehmens. Von 1932 bis 1935 entwickelte NSW Isolierfolien auf Polystyrolbasis sowie die Kunststoff-Extrusionstechnik. Zuerst lag der ausschließliche Fokus der Kunststoffextrusion noch auf der Isolierung von Kabeln. Mit dem Ausbau der Expertise und Weiterentwicklung von Anwendungsbereichen wurde 1959 der Bereich POLY-NET® gegründet. Hier begann NSW mit der industriellen Fertigung von extrudierten und knotenlosen Kunststoffnetzen. Auch kunststofffolienisolierte Kondensatoren wurden unter dem Namen Styroflex produziert. Seit 1978 gehören die Bereiche Umwelttechnik sowie die Antriebs- und Fördertechnik zum Unternehmen.
1958 und 1959 lieferte NSW 1855 km Telekommunikations-Seekabel mit Polyethylenmantel für die Transatlantik-Telefonverbindung TAT 2. Weitere Großprojekte wie die Telefonleitung ICECAN (eine 3224 km lange Verbindung zwischen Island, Grönland und Kanada, die Bestandteil der Standleitung zwischen dem Weißen Haus in Washington und dem Kreml in Moskau war) und die Transatlantikleitung TAT 4 (2223 km) folgten.
Ab dem Jahr 1989 beteiligte sich NSW an der Entwicklung der ersten Glasfaser-Seekabel. In der Folgezeit wurde NSW zu einem der führenden Unternehmen auf dem Gebiet der verstärkerlosen Seekabel-Technologie und fertigte und installierte gemeinsam mit Siemens, das 1995 die restlichen Anteile der Gesellschaft übernahm, tausende Kilometer Seekabel für verstärkerlose Anlagen auf der ganzen Welt – bisweilen unter außergewöhnlich schwierigen Bedingungen wie dem felsigen Meeresboden von Spencer Golf, Australien oder den Offshore-Ölfeldern entlang der nigerianischen Küste. Viele der Systeme gehören zu den bedeutendsten Seekabelanlagen der Welt, wie z. B. das 1650 km lange Seekabelsystem in Griechenland oder das 2600 km lange DFON-System auf den Philippinen. Mit dem Kabelsystem MINISUB stellt NSW ein robustes und leichtes Glasfaserkabel her. Im Februar 2000 wurde NSW von Corning übernommen. Unter Führung von Corning installierte NSW das Americas Region Caribbean Ring System (ARCOS), eines der längsten Hybrid-Seekabelsysteme der Welt, das 9000 km Kabel beinhaltet und 15 Länder verbindet.
Ein weiteres Produkt von NSW sind Energie-Seekabel. Ihr Einsatzbereich liegt in der Anbindung von Offshore-Windenergiefeldern, Inselverbindungen sowie in der Öl- und Gasindustrie. So kommt das NSW Energieseekabel unter anderem zum Einsatz bei der Elektroversorgung der Insel Helgoland und den Anbindungen der Offshore-Windparks alpha ventus und BARD Offshore 1.
Seit 2009 fertigt das Unternehmen auch verstärkte Datenkabel in Zusammenarbeit mit Fujitsu. Hier wurde u. a. das Projekt JaKa2LaDeMa abgeliefert, bei dem NSW die Fertigung sowie die Verlegung des 1700 km Telekommunikations-Seekabel übernahm. Fujitsu lieferte für dieses Projekt die Verstärkereinheiten (Repeater).
In Aberdeen, Schottland, ist NSW Technology Ltd. ansässig. NSW Technology betreut die Offshore-Kunden der Nordsee-Öl- und Gas-Exploration. Zu den Leistungen von NSW gehören auch die Lieferung von Systemkomponenten und die Kabellegung.
Zwischen April 2007 und 2018 war NSW Teil der General Cable. Seit Juni 2018 ist NSW Mitglied der Prysmian Group, die nach der Übernahme die Einführung einer neuen Organisationsstruktur bekannt gab und mit der Eingliederung von General Cable begann. Mit Hauptsitz in Mailand erwirtschaftet das Unternehmen über 11 Milliarden Euro (pro-forma per 31. Dezember 2017). Rund 31.000 Mitarbeiter arbeiten an 112 Produktionsstandorten und 25 F&E-Zentren in über 50 Ländern.

## Leitung (Auswahl)
- Henry Bligh Forde († 1910): ab 1899
- Ernst Wilhelm Diederichs: von September 1900 bis Ende 1925
- Felix Connemann: ab Anfang 1926

## Gebäude
Die Gebäude für die Verwaltung und das Pförtnerhaus sowie die Gartenanlagen und das Kriegerdenkmal stehen unter Denkmalschutz (siehe auch Liste der Baudenkmale in Nordenham), Es sind
- das zweigeschossige neunachsige verklinkerte quadratische Verwaltungsgebäude mit dem markanten dreigeschossigen Giebelrisalit mit einem geraden Abschluss, mit Walmdach, segmentbogigen und rechteckigen Fenstern und einem kräftigen Traufgesims,[3]
- das davor stehende zweigeschossige verklinkerte differenzierte Pförtnerhaus mit seinem prägnanten rückversetzten oktagonalen Aufsatz mit einer mansarddachartigen Haube und dem quadratischen Turm mit Uhren und einer Glockenhaube,[4]
- der denkmalgeschützte Garten,
- und das Kriegerdenkmal.

## Produkte

### Kabel
- Telekommunikationskabel (See, Offshore, Luft)
- Energiekabel (See, Land und Wickeldraht)
- Offshorekabel
  - Umbilicals
- Netzsondenkabel

### Kunststoffprodukte
- Materialschutz und Verpackung
  - Oberflächenschutz
  - Verpackungsnetze
  - Zwischenlagegitter
  - Waschgitter
- Laubstop
- Filtertechnik
- Umwelttechnik
  - BIO-NET
  - SESSIL
  - NOR-PAC
- Antriebs- und Fördertechnik
  - SECA & SECAflex
  - Profilriemen

### Dienstleistungen Kabel
- Planung
- Verlegung
- Reparaturen
- Spleißarbeiten
- Qualifizierung von Monteuren

## Kabelleger der Norddeutschen Seekabelwerke
- Von Podbielski (gebaut 1899)
- Stephan (gebaut 1902)
- Großherzog von Oldenburg (gebaut 1905)
- Norderney (gebaut 1915; Umbau zum Kabelschiff 1922)[5]
- Neptun (1) (gebaut 1926)
- Butjadingen (gebaut 1942)[6]
- Hummel (gebaut 1948)[7]
- Neptun (2) (gebaut 1961)[8]
- Nostag 10 (gebaut 2008)